# Gailtalbahn
La Gailtalbahn è una linea ferroviaria che collega Arnoldstein e Kötschach-Mauthen, la linea è dismessa da Hermagor a Kotschach Mauthen.
Il tracciato è elettrificato da Arnoldstein a Hermagor dal 2019/2020 invece il restante tratto è diesel in attesa dell'ammodernamento.
I treni sono regionale della linea S4 che collegano Villach a Hermagor a cadenza oraria nei giorni feriali e nei giorni festivi ogni due ore. 
Il traffico merci è scarso, e solamente in determinati periodi dell'anno, con il trasporto del legname.
Le fermate nel percorso sono diverse, quelle con traffico sono: Vellach/Khunburg, Pressegersee, Gortschach/Forolach, St. Stefan/Vorderberg, Emmersdorf, Noetsch e Arnoldstein.
Ad Arnoldstein la linea si collega a quella per il confine italiano di Tarvisio.